# Локални избори у Републици Српској 2020.
Локални избори у Републици Српској 2020. одржани су 15. новембра, као дио локалних избора у Босни и Херцеговини 2020.
Бирала су се 64 начелника и градоначелника, те 63 скупштине општина и градова. Први пут је директно биран градоначелник Источног Сарајева.

## Резултати
На локалним изборима највише начелничких мјеста и укупних гласова за скупштине општина остварио је владајући Савез независних социјалдемократа, али је опозиција преузела мјесто градоначелника у највећем граду Републике Српске, Бањој Луци, које је припало ПДП-овом Драшку Станивуковићу, што је оставило највећи одјек у јавности.
Избори у Добоју и Сребреници су поништени због, због како је Централна изборна комисија Босне у Херцеговине навела, малверзација током гласања. Званичници Републике Српске из владајућег СНСД-а су изнијели оптужбе на рачун чланова ЦИК-а да је ријеч о политичкој одлуци која је донесена уз помоћ чланова ЦИК-а из Републике Српске који су повезани са опозиционим СДС-ом и ПДП-ом.
Поновљени избори у Добоју и Сребреници су одржани 21. фебруара 2021. године, и на њима је за скупштине општина највише гласова освојио СНСД, за градоначелника Добоја је побиједио такође кандидат СНСД-а, док је у Сребреници побиједио заједнички кандидат српских странака у коалицији под називом "Заједно за Сребреницу".
| Политички субјекат                             | Бр. освојених начелничких мандата | Бр. општина/градова са највише освојених гласова за одборнике |
| ---------------------------------------------- | --------------------------------- | ------------------------------------------------------------- |
| СНСД                                           | 40                                | 48                                                            |
| СДС                                            | 12                                | 11                                                            |
| ПДП                                            | 1                                 | -                                                             |
| УС                                             | 1                                 | -                                                             |
| ДЕМОС                                          | 1                                 | -                                                             |
| ЗСД                                            | 1                                 | -                                                             |
| ДНС                                            | -                                 | 2                                                             |
| ХДЗ БиХ                                        | -                                 | 1                                                             |
| Коалиције, независни кандидати и друге странке | 8                                 | 1                                                             |
| Укупно                                         | 64                                | 63                                                            |
| Извор: ЦИК                                     |                                   |                                                               |